# سعدی داستاراک
سعدی داستاراک (فرانسوی: Sadi Dastarac‎؛ ۱۸۸۸ – ۵ فوریه ۱۹۱۱) بازیکن فوتبال اهل فرانسه بود.
از باشگاه‌هایی که در آن بازی کرده‌است می‌توان به اشاره کرد.
وی همچنین در تیم ملی فوتبال فرانسه بازی کرده‌است.